# Štore
Štore (Duits: Storach) is sinds 1995 een zelfstandige gemeente in de Sloveense regio Savinjska en telt 4060 inwoners (2002).
Voorheen maakte het deel uit van de gemeente Celje. In de gemeente ligt Pečovnik bij Svetina, waar schrijfster Alma Karlin haar laatste jaren doorbracht.

## Plaatsen in de gemeente
Draga, Javornik, Kanjuce, Kompole, Laška vas pri Štorah, Ogorevc, Pečovje, Prožinska vas, Svetina, Svetli Dol, Šentjanž nad Štorami, Štore
Bistrica ob Sotli · Braslovče · Celje · Dobje · Dobrna · Gornji Grad · Kozje · Laško · Ljubno · Luče · Mozirje · Nazarje · Podčetrtek · Polzela · Prebold · Radeče · Rečica ob Savinji · Rogaška Slatina · Rogatec · Šentjur pri Celju · Slovenske Konjice · Šmarje pri Jelšah · Šmartno ob Paki · Solčava · Šoštanj · Štore · Tabor · Velenje · Vitanje · Vojnik · Vransko · Žalec · Zreče